# Memento (album)
Memento je výběrové album hudební skupiny Dead Can Dance, které bylo vydáno 25. října 2005. Nese podtitul The Very Best of Dead Can Dance a bylo vydáno krátce po americkém koncertním turné, které se uskutečnilo v době od 17. září do 12. října roku 2005.
Výběr byl určen pro americký trh a zaměřuje se tvorbu z druhé poloviny období existence skupiny, která v USA zaznamenala úspěch. Jde o koncentrovanější verzi předchozích výběrových alb – trojdiskového Dead Can Dance (1981-1998) z roku 2001 a dvojdiskového Wake z roku 2003.

## Seznam skladeb
1. Nierika – 5:47
2. The Ubiquitous Mr. Lovegrove – 6:16
3. Cantara – 5:59
4. Carnival Is Over – 5:26
5. Ariadne – 1:55
6. Enigma of the Absolute – 4:14
7. Lotus Eaters – 6:42
8. In the Kingdom of Blind The One Eyed Are Kings – 4:12
9. Sanvean – 3:48
10. Yulunga – 6:57
11. Song of the Sibyl – 3:47
12. I Can See Now – 2:56
13. American Dreaming – 4:31
14. Host of Seraphim – 6:20
15. How Fortunate the Man With None – 9:11